# المكتبة الرقمية الإلكترونية
المكتبة الرقمية الإلكترونية هي نتاج مشروع WiderNet ، وهي منظمة غير ربحية تهدف إلى توفير الوصول إلى خدمات تكنولوجيا المعلومات والمكتبات في البلدان النامية.

## تاريخ
في عام 2000 أسس كليف ميسين ومايكل ماكنولتي WiderNet «لتوفير التدريب والبحث في الاستخدامات منخفضة التكلفة وعالية التأثير لتكنولوجيا المعلومات في البلدان النامية». طورت ميسن الفكرة بعد دراستها في جامعة جوس في جوس، ولاية بلاتو، نيجيريا، في العام السابق بصفتها باحثة في برنامج فولبرايت. أثناء الدراسة والتدريس في نيجيريا من خلال البرنامج، واجهت Meissen إحباطات مباشرة بسبب نقص الوصول إلى الإنترنت. أدى هذا الإحباط إلى رؤيته لمشروع Wider Net بهدف توفير التدريب والبحث في الاستخدامات منخفضة التكلفة وعالية التأثير لتكنولوجيا المعلومات في البلدان النامية.
قام مشروع Wider Net بشحن أكثر من 1600 جهاز كمبيوتر و 50000 كتاب وأكثر من 1600 مكتبة إلكترونية رقمية إلى المدارس والعيادات والجامعات في إفريقيا والهند وبنغلاديش وبابوا غينيا الجديدة منذ عام 2000.  قاموا أيضًا بتدريب ما يقرب من 5000 شخص على موضوعات تشمل تخطيط السياسات، وإدارة المشاريع، وتدريب الفنيين، وتكنولوجيا الفصول الدراسية.
في عام 2001 اخترع كليف ميسن المكتبة الرقمية الإلكترونية. توجد الآن منشآت eGranary في أكثر من 1600 مدرسة وعيادة وجامعة في إفريقيا والهند وبنغلاديش وبابوا غينيا الجديدة وهايتي. 

## اهدافها
تقوم مكتبة eGranary الرقمية بتخزين الموارد التعليمية عبر شبكة محلية من أجل تقليل تكاليف الاتصال في المناطق التي تعاني من ندرة الإنترنت. معظم المشتركين في eGranary ليس لديهم اتصال بالإنترنت، ولكن أولئك الذين يفعلون ذلك يمكنهم فتح الموارد بسرعة تصل إلى 5000 مرة من المكتبة الرقمية eGranary.
تحتوي المكتبة الرقمية eGranary على مجموعة غير متصلة بالإنترنت تضم ما يقرب من 35 مليون مصدر تعليمي من أكثر من 2500 موقع ويب ومئات من الأقراص المضغوطة وتناسب محرك أقراص ثابتة سعة 8 تيرابايت. تضم المجموعة أكثر من 60 ألف كتاب في مجملها، ومئات من المجلات ذات النصوص الكاملة، وعشرات من تطبيقات البرمجيات.
بعض الوثائق الموجودة في المكتبة الرقمية eGranary هي ملكية عامة، وبعضها يحمل رخصة حقوق متروكة، ولكن معظمها تم توفيره من قبل المؤلفين والناشرين كمساهمة في التعليم العالمي. حوالي 6٪ من محتوى المكتبة الرقمية eGranary غير متاح على الإنترنت العام؛ يتطلب الكثير منها عادةً اشتراكًا أو دفعًا، لكن المؤلفين والناشرين وافقوا على تقديمها مجانًا للأشخاص في مواقف النطاق الترددي المنخفض.
يمكن لأي مشترك تضمين المحتوى الرقمي الخاص به في المكتبة الرقمية eGranary ، مما يجعلها منصة نشر للتواصل والتعاون.

## البرامج المضمنة
تحتوي المكتبة الرقمية eGranary على خادم وكيل مدمج ومحرك بحث مشابه للإنترنت بسرعة لا تكون متاحة عادةً لمستخدميها. يسمح الخادم الوكيل لطلبات الويب الخاصة بالمستخدمين «بالتشغيل» على الإنترنت إذا كان الاتصال متاحًا.
نظرًا لأن العديد من رعاة المكتبة الرقمية eGranary ليسوا على دراية باستخدام الإنترنت، فإن WiderNet Project يستأجر أمناء مكتبات في جميع أنحاء العالم لمساعدة الشركاء في تحديد موارد محددة. تتضمن واجهة eGranary البحث عن الكلمات التي يتمتع بها Lucene و Solr ؛ كتالوج الوصول العام عبر الإنترنت الذي تموله VuFind ، والذي يحتوي على أكثر من 60000 سجل؛ وعشرات من خبراء البوابات من جميع أنحاء العالم يطورون بشكل تعاوني.
منذ عام 2010، تتضمن المكتبة الرقمية eGranary ميزات Web 2.0 التفاعلية في منصة معلومات المجتمع الخاصة بها. بفضل منحة سخية من شركة Intel في عام 2010، تم تطوير منصة معلومات المجتمع للسماح للمستخدمين بإنشاء ومشاركة المحتوى الخاص بهم من خلال تقنيات مثل محرري الويب المدمجين، وأمن LDAP ، وMoodle ، وWordPress ، وMySQL ، وPHP ، وDrupal ، واخرين. يمكن للمشتركين إنشاء مواقع ويب غير محدودة على الخادم الخاص بهم واستخدام برامج مجانية مدمجة لإنشاء صفحات الويب وتحميل الملفات ومشاركة المعلومات المحلية مع بعضهم البعض.

## عقد اجتماعي
من المبادئ التوجيهية للمكتبة الرقمية eGranary هو عدم بيع المحتوى من أجل الربح. يتعهد مشروع Wider Net بذلك للمؤلفين والناشرين عند طلب إذنهم وتوقع كل مؤسسة مشتركة اتفاقية ترخيص تنص على أنها ستجعل المحتوى متاحًا مجانًا لعملائها عبر شبكات المنطقة المحلية الخاصة بهم.
لبناء خدمة موثوقة ومستدامة ذاتيًا، طور مشروع Wider Net نموذج عمل يهدف إلى تغطية تكاليف البرامج والتطوير المستمرة من خلال المنح والتبرعات وبرامج التدريب التي ترعاها والمتطوعين. حتى الآن، جمعت المنظمة وأنفقت أكثر من 1,200,000 دولار في 15 عامًا لتطوير المفهوم واختباره الميداني والترويج له. وضع المتطوعون من جميع أنحاء العالم أكثر من 30000 ساعة للمساعدة في برمجة الكمبيوتر، وجمع الموارد الجديدة وتنظيمها، وإنشاء بوابات ومناهج، وبناء مكتبات جديدة وتوزيعها.
بينما تمول المنح والهبات تطوير ميزات جديدة، يشتري المشتركون محركات أقراص eGranary بسعر مدعوم للغاية، وهو ما يكفي فقط لاسترداد تكاليف الإنتاج دون تحقيق ربح. يغطي المشتركون تكاليف المكتبات الأساسية؛ تكاليف شراء واختبار وإعداد المعدات؛ تكاليف المعاملات (مثل التسويق والترخيص والمحاسبة)؛ وتكاليف توفير الدعم الفني المستمر وتحديثات البرامج.
يقوم العديد من بائعي التجزئة ذوي القيمة المضافة بدمج المكتبة الرقمية الإلكترونية في عروضهم. بالإضافة إلى ذلك، انضم رواد الأعمال الشباب في البلدان النامية إلى برنامج المساعدين الميدانيين التابع لمشروع Wider Net ، والذي يقدم التثبيت والتدريب في الموقع في بلدانهم.
نظرًا لأنهم لا يتحملون أي تكاليف للنطاق الترددي، فإن بعض المشتركين يشاركون eGranary الخاص بهم عبر الشبكات اللاسلكية لإنشاء مكتبات عامة لاسلكية مجانية، أو مجالات المعرفة، في مجتمعاتهم.

## المساهمون
تمثل المكتبة الرقمية eGranary الجهود الجماعية لآلاف المؤلفين والناشرين والمبرمجين وأمناء المكتبات والمعلمين والطلاب في جميع أنحاء العالم. بعض المؤلفين والناشرين الذين منحوا الإذن لتوزيع أعمالهم عبر المكتبة الرقمية الإلكترونية تشمل ويكيبيديا، أكاديمية خان، تيد، مراكز السيطرة على الأمراض، جامعة كولومبيا، جامعة كورنيل، معهد ماساتشوستس للتكنولوجيا OpenCourseWare ، اليونسكو، البنك الدولي، مؤسسة هسبيريان ومنظمة الصحة العالمية.

## بحث
هناك العديد من المنشورات البحثية على eGranary ، بشكل رئيسي من قبل باحثين وزملائهم، يمثل كل منهم بؤر بحثية مختلفة. كتب كليف ميسن وزملاؤه العديد من المقالات التي تركز على مساهمة eGranary في إعدادات النطاق الترددي المنخفض، ولا سيما إفريقيا. يتضمن بحثهم نظرة عامة على كيفية قيام eGranary بتوفير صفحات الويب وملفات الوسائط المتعددة للمناطق التي تعاني من نقص الموارد ومواجهة تحديات النطاق الترددي المنخفض، فضلاً عن كونها تجربة لإنشاء بيانات وصفية من خلال الفهرسة الجماعية.
يقوم بوني نورتون وزملاؤه في مكتبة مجتمعية ريفية في أوغندا بمجال آخر من العمل الأكاديمي على موقع eGranary. يناقش بحثهم هويات مستخدمي المكتبة من الطلاب والمعلمين في ضوء استخدامهم لـ eGranary ، والتي تم التبرع بها للمكتبة. أعطى موقع eGranary للطلاب مجموعة جديدة من الهويات للاختيار من بينها، وتطورت هويات الطلاب المسؤولين عن eGranary مع تحولهم من كونهم وافدين جدد إلى مستخدمين خبراء. كما انفتح موقع eGranary أيضًا أمام الهويات المتخيلة في المستقبل، مثل تلك المتعلقة بالعمل مع التكنولوجيا. كان المعلمون إيجابيين وطوروا مهاراتهم التكنولوجية ولكنهم أدركوا أيضًا بعض التحديات.

## روابط خارجية
- المكتبة الرقمية الإلكترونية
- فيديو الشرح الإلكتروني
- المكتبة الرقمية الإلكترونية
- مشروع WiderNet
- خريطة جوجل للمواقع الإلكترونية
- مؤسسة هيوليت
- أجهزة كمبيوتر لأفريقيا
- عالم الكمبيوتر للصرافة
- «الحل الإلكتروني لمشكلة الوصول إلى الإنترنت.» مجلة الشؤون الإنسانية
- «eGranary: حشو الإنترنت في صندوق وشحنه إلى المدارس في إفريقيا.» مدونة EduTech ، البنك الدولي.
- «الوصول العالمي إلى معلومات الشيخوخة وبوابة الشيخوخة الصحية لعلم الشيخوخة.» ليزا سكيمب، جي وون كو، كليف ميسين، ديان بيترسون. مجلة تمريض الشيخوخة 2011 المجلد. 37، العدد 1
- «تأثير استخدام مخزن الحبوب الإلكترونية على الأنشطة الأكاديمية للطلاب الجامعيين في كلية العلوم البيئية، جامعة جوس: دراسة حالة.» Nwokedi، VC، Ogundare، Taiwo Dec-2008
- «جراناري كمورد رقمي في أوغندا: النتائج الأولية.» بوني نورتون، مارغريت إيرلي، وجولييت تيمبي، وقائع المواقف الثقافية تجاه الاتصالات والتكنولوجيا 2010، جامعة مردوخ، أستراليا، الصفحات 35-41.
- «eGranary ، ومحو الأمية الرقمية، وهويات الطلاب الأوغنديين.» كاري جين ويليامز. أطروحة. جامعة كولومبيا البريطانية (فانكوفر.) أغسطس 2009
- «الإنترنت في علبة: زيادة النطاق الترددي باستخدام المكتبة الرقمية eGranary.» Missen، C. Miner، EA Africa Today، Vol. 52، العدد 2، الصفحات 21-37. 2006
- «دور تكنولوجيا المعلومات والاتصالات» Merchant، JA، Cook، TM، Missen، CC Bulletin of the World Health Organization، Vol. 85، Num. 12، صفحة 970. 2007
- «Casting a Wider Net: تحسين الوصول إلى الأدبيات الطبية في البلدان النامية.» روبرتس، LR ، Missen ، C. Grimes ، GC Mayo Clinic Proceedings ، المجلد. 82، Num. 7، الصفحات 846-848. 2007
- «تسليم البضائع: كيف يمكن للمشروعات التي تركز على الإنترنت أن ترهق الجامعات الأفريقية.» ميسن، سي إنوفيشن. المجلد. 34، العدد 45. 2007